# 坦卡瓦拉

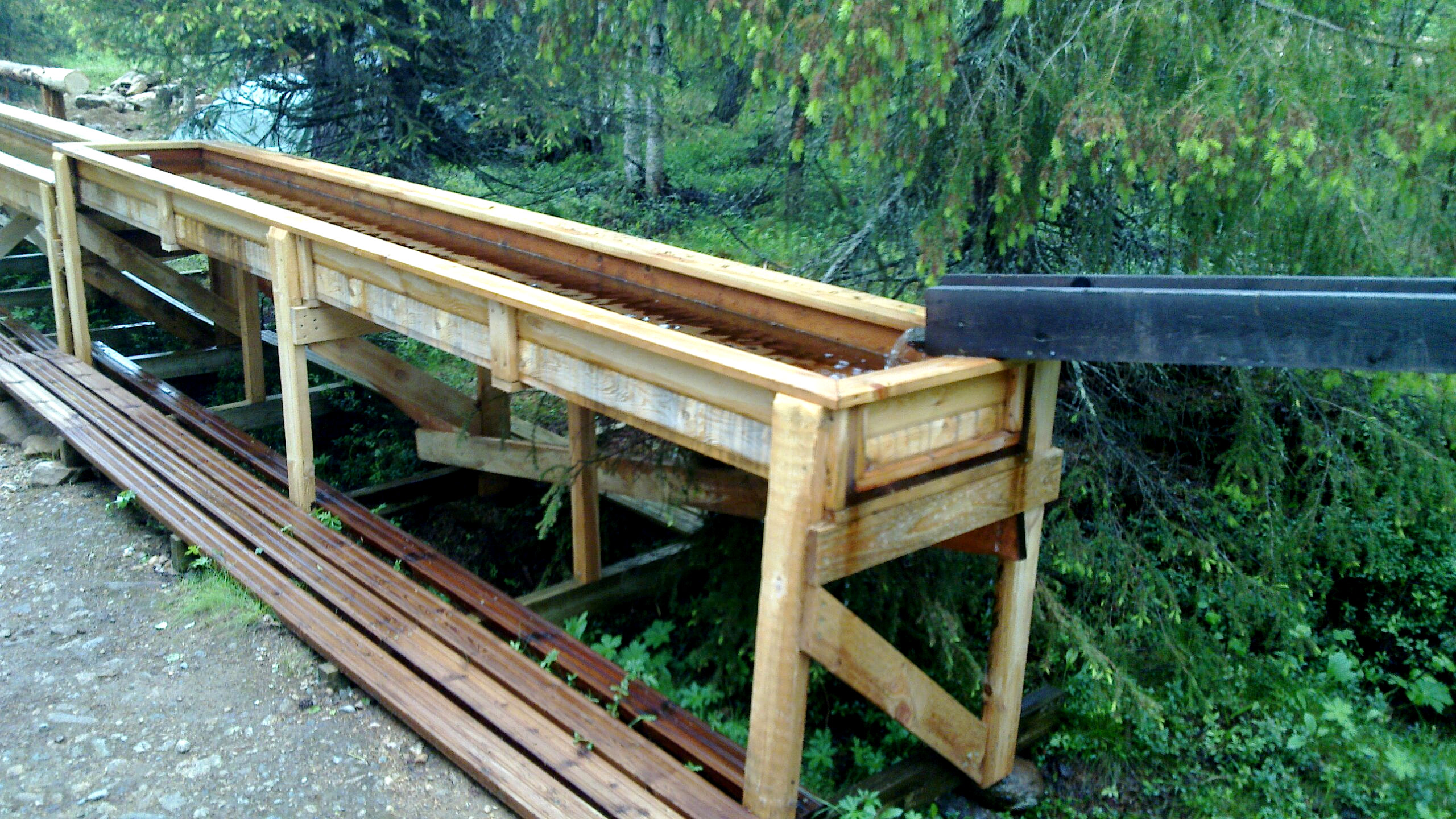
掏金博物館里的器皿

坦卡瓦拉（芬蘭語：Tankavaara）是位於芬蘭拉普蘭區索丹屈萊的村莊與觀光景點。位於E75公路上索丹屈萊以北90公里，薩里塞爾凱滑雪區以南30公里處。坦卡瓦拉聞名於始於1930年代的淘金活動。1970年代起，該村成為有名的觀光景點，村內有飯店、「老淘金客」餐廳與掏金博物館。

## 歷史
1934年，鄰近的普爾努穆卡村的薩米人發現了坦卡瓦拉金礦。金礦的發現不只吸引了許多芬蘭淘金客，也吸引了一些國外的採礦公司。1950年坦卡瓦拉地區被芬蘭地質調查局用來進行研究，一直到1970年觀光業才蓬勃發展。
拉普蘭戰爭中，1944年10月26日至31日，芬軍與撤退德軍之間在此地進行了坦卡瓦拉戰役。